# Saint-Gervais-les-Bains
Saint-Gervais-les-Bains je obec ve stejnojmenném kantonu Saint-Gervais-les-Bains v arrondissementu Bonneville v departementu Horní Savojsko v regionu Auvergne-Rhône-Alpes v jihovýchodní Francii. Žije v ní 5 742 obyvatel. Je známá jako lyžařské středisko se 450 km sjezdovek a mezi stejně velkými středisky patří k nejméně vytíženým. Pro turistiku je využívané od začátku 20. století.